# 克劳斯·费舍尔
克劳斯·费舍尔（德語：Klaus Fischer，1949年12月27日—）是一名德国足球教练及前足球员。在沙尔克04于1970年代的鼎盛时期，他曾随队获得德甲亚军及德国杯冠军。此后几年他还分别效力于科隆及波鸿，成为德甲历史上总入球第二多的球员。费舍尔凭借众多的倒钩入球而蜚声国际，他曾随德国队参加过1978和1982两届世界杯足球赛，而1982年世界盃準決賽的延長賽中，他對法國踢進一顆漂亮的倒掛金鉤追平比數，最後德國在PK中獲勝。在决赛以1-3敗給義大利獲得亞軍後，他退出國家隊，對法國的進球也成了他最後的國家隊進球。